# Чан-Ручей
Чан-Ручей — посёлок в Мурманской области. Входит в городской округ ЗАТО посёлок Видяево. Расположен в 6 км от центра округа. Находится на высоком берегу губы Чан, при впадении в неё реки Чанручей, по которой и получил название.

## Население
| 2002 | 2010 | 2012 | 2013 | 2014 | 2015 | 2016 |
| ---- | ---- | ---- | ---- | ---- | ---- | ---- |
| 125  | ↘0   | →0   | →0   | →0   | →0   | →0   |
| 2017 | 2018 | 2019 | 2020 | 2021 | 2023 |      |
| →0   | →0   | →0   | →0   | →0   | →0   |      |

По данным Всероссийской переписи населения 2010 года население отсутствует.